# Biches
 Biches  es una población y comuna francesa, situada en la región de Borgoña, departamento de Nièvre, en el distrito de Ville de Château-Chinon y cantón de Châtillon-en-Bazois.

## Demografía
| 373 | 405 | 416 | 381 | 316 | 290 | 268 |
| Para los censos de 1962 a 1999 la población legal corresponde a la población sin duplicidades (Fuente: INSEE [Consultar]) |     |     |     |     |     |     |